# Miroslav Ferić (pilot)
Miroslav Ferić (Mirosław Ferić; 17. lipnja 1915. – 14. veljače 1942.), poljski pilot hrvatskog podrijetla, zračni as Drugog svjetskog rata.
Ferić je rođen u Travniku. Majka mu je bila Poljakinja, a otac Hrvat. Njegova obitelj se 1919. preselila u Poljsku. Ferić je 1938. diplomirao na kadetskoj školi letenja u Dęblinu. Služio je u Eskadrili 111 kao potporučnik.
U vrijeme invazije na Poljsku Ferić je u Eskadrili 111 bio raspoređen u Potražnu brigadu u kojoj je bio zadužen za obranu varšavske regije. Njegov zrakoplov PZL P.11 3. rujna bio je teško oštećen, no Ferić se uspješno izbacio padobranom. U suradnji s drugim pilotom, 8. rujna, oborio je njemački zrakoplov Hs 126, no još mu se pripisuje i druga pobjeda, također u suradnji, obaranje njemačke Bf 110-ke, no ona nije službeno zabilježena.
Dana 17. rujna Ferić je, zajedno s drugim zrakoplovcima, dobio naređenje da se evakuira u Rumunjsku. U Rumunjskoj je bio interniran, no pobjegao je morem u Francusku. Nakon treninga s francuskim zrakoplovom, dodijeljen je pod zapovjedništvo Kazimierzu Kuzianu. Letio je M. S.406-icom i štitio radove na zrakoplovima u Nantesu. U to vrijeme Ferić nije iskusio zračne borbe. Nakon pada Francuske, evakuiran je u lipnju 1940. u Ujedinjeno Kraljevstvo.
Nakon obavljene obuke u Kraljevskim zračnim snagama (RAF), Ferić je raspoređen u 303. poljsku eskadrilu s bazom u Northoltu u zapadnom Londonu. Letio je Hurricanom s kojim je iskusio i Bitku za Britaniju koja je počela 31. kolovoza 1940. Prvoga dana borbe oborio je njemačku Bf 109-ku. Dana 2. rujna vjerojatno je oborio još jednu, no zbog oštećenja na zrakoplovu bio je primoran na prisilno slijetanje. Još jednu Bf 109-ku oborio je 6. rujna, a 15. rujna oborio je obje, Bf 109-ku i 110-ku. Dana 27. rujna oborio je Bf 109-ku i He 111-ku, a 5. istopada obara još jednu Bf 109-ku.
Nakon odmora, njegova eskadrila ponovno je aktivirana u siječnju 1941. Ovoga puta Ferić je letio Spitfireom nad Francuskom. Kao pratnja bombarderima oborio je 22. lipnja Bf 109-ku, a pet dana poslije jednu je oštetio. U listopadu mu je određen šestomjesečni odmor i bio je zadužen kao instruktor, no tri mjeseca kasnije javio se za letenje kao dobrovoljac. U siječnju 1942. vratio se u 303. poljsku eskadrilu. Ferić je tragično poginuo leteći Spitfireom na visini od 910m zbog preteženja koje ga je spriječilo da se izbaci padobranom.
Ferić je jedanaesti najbolji poljski as s 8 i 2/3 potvrđenih i jednom nepotvrđenom pobjedom.

## Odlikovanja
- - Virtuti militari (18. rujna 1940.)
- - Križ junaštva (dva puta)
- - Križ za istaknuto letenje (15. prosinca 1940.)